# Limnodynastes dorsalis
Espèce
Synonymes
- Cystignathus dorsalis Gray, 1841

Statut de conservation UICN

 LC  : Préoccupation mineure
Limnodynastes dorsalis est une espèce d'amphibiens de la famille des Limnodynastidae.

## Répartition
Cette espèce est endémique d'Australie-Occidentale. Elle se rencontre jusqu'à 600 m d'altitude,.

## Publication originale
- Gray, 1841 : Descriptions of some new species and four new genera of reptiles from Western Australia, discovered by John Gould, Esq. Annals and Magazine of Natural History, sér. 1, vol. 7, p. 86–91 (texte intégral).